# Jenny Nowak
Jenny Nowak (* 20. August 2002) ist eine deutsche Nordische Kombiniererin. Sie gilt als Pionierin ihres Sports in Deutschland. So wurde sie 2020 Junioren-Weltmeisterin sowie die erste deutsche Meisterin in der Nordischen Kombination.

## Werdegang
Über Sohland an den Bundesstützpunkt Klingenthal
Nowak begann im Alter von sechs Jahren in Sohland mit dem Skisport und trat dem ortsansässigen SC Sohland 1928 bei. Wie es in der Jugendausbildung in Deutschland üblich ist, trainierte sie von Beginn an gleichermaßen im Skispringen und im Skilanglauf. Nach eigenen Angaben war seit sie mit dem Sport anfing Eric Frenzel ihr Vorbild. Kaum verwunderlich ist es daher, dass sie sich im Laufe ihrer Jugend nicht auf das Spezialspringen festlegte, sondern weiterhin in beiden Disziplinen trainierte. Bereits im Januar 2011 gewann Nowak in Rodewisch die Sachsenmeisterschaften in der Nordischen Kombination vor Pia Lilian Kübler. Im gleichen Jahr übernahm der Skisprung-Olympiamedaillengewinner und mehrfache DDR-Meister Henry Glaß ihr Training und betreute sie mehrere Jahre auf der Schanze. Die Zusammenarbeit erwies sich als überaus erfolgreich, was sich in mehreren Landesmeisterschaften im Skispringen und der Nordischen Kombination manifestierte. Ein weiterer logischer Schritt war daher der endgültige Wechsel an den Bundesstützpunkt in Klingenthal im Jahr 2015, wo sie von nun an das Elite-Skigymnasium besuchte. Zwar war ihr Henry Glaß weiterhin als Sprungtrainer zugeteilt, doch wurde sie in den folgenden Jahren hauptsächlich von den Heimtrainern Uwe Schuricht und Lech Pochwała betreut. Mit dem Wechsel nach Klingenthal ging 2015 auch die Aufnahme in den C-Kader des deutschen Skiverbandes einher. Da der DSV zu diesem Zeitpunkt noch keinen Frauen-Kader in der Nordischen Kombination aufstellte, war Nowak Teil der Lehrgangsgruppe 2a der Skispringerinnen. Am 9. August 2015 debütierte Nowak in Klingenthal im Skisprung-Alpencup. Einen Tag später startete sie auch beim ersten Wettbewerb des Frauen-Alpencup der Nordischen Kombination und verpasste als Vierte nur knapp das Podest. In den folgenden Jahren diente der Alpencup als wichtigste Wettkampfserie zum Leistungsvergleich. Rund einen Monat später gewann sie mit dem Sieg im FIS Schüler Grand Prix in Oberstdorf ihren ersten internationalen Wettbewerb. Ihre erste Medaille holte sie bei den Nordischen Skispielen der OPA 2016 in Tarvis und Villach, als sie den Schülerwettkampf in der Kombination und darüber hinaus weitere zwei Silbermedaillen gewann. Auch im Youth Cup der Nordischen Kombination präsentierte sich Nowak durchweg in herausragender Form und konnte nach mehreren zweiten Rängen im August 2016 in Vuokatti erstmals einen Sieg einfahren. Mit weiteren Siegen in Oberstdorf und Trondheim gelang ihr der Youth-Cup-Gesamtsieg. Diese Dominanz bestätigte sie bei den Nordischen Skispielen der OPA 2017 in Hinterzarten, wo sie sowohl im Gundersen Einzel als auch gemeinsam mit Sophia Maurus und Emilia Görlich im Team Gold gewann.
2017/18 – Dominanz auf Juniorinnenebene sowie erste Podestplätze im Continental Cup
Auch in der Saison 2017/18 gehörte Nowak national wie international zu den besten Kombiniererinnen ihrer Altersklasse. Zum Saisonstart erreichte sie neben ihrem ersten Alpencup-Sieg in Bischofsgrün allerdings auch im Spezialspringen eine Reihe von Podestplätzen im Skisprung-Alpencup. Bei den deutschen Skisprungmeisterschaften 2017 in Klingenthal erreichte sie zudem den dritten Rang unter den Juniorinnen und landete dabei vor Athletinnen wie Selina Freitag oder Luisa Görlich. Zu Beginn des Winters dominierte sie den Alpencup und gewann sowohl in der Nordischen Kombination als auch im Skispringen. Im Alter von 15 Jahren debütierte Nowak Mitte Januar 2020 im Continental Cup der Nordischen Kombination, der in dieser Saison zum ersten Mal ausgetragen wurde und die höchste Wettkampfserie darstellte. Bereits bei ihrem ersten Rennen im norwegischen Rena erreichte sie als Dritte das Podest, womit sie die erste Deutsche war, der das gelang. Auch tags darauf belegte sie den dritten Rang. Als Saisonhöhepunkt galten die Nordischen Junioren-Skiweltmeisterschaften 2018 in Kandersteg, da hier als „Test-Event“ ein Demonstrationswettkampf in der Nordischen Kombination abgehalten wurde. Da sich die Sportart bei den Frauen noch unmittelbar im Anfangsstadium befand, waren die meisten Athletinnen Juniorinnen, wodurch dem Ergebnis ein hoher Bedeutungswert zugeschrieben wurde. Nowak gewann den Wettbewerb vor ihrer Teamkollegin Anna Jäkle. Für diesen Erfolg wurde sie Ende 2018 mit dem nd-Sportpreis geehrt und erfuhr in der Folgezeit verstärkte mediale Beachtung als „Pionierin“ in der bis dahin den Männern vorenthaltenen Sportart. Im restlichen Saisonverlauf konnte Nowak mit weiteren starken Leistungen auf sich aufmerksam machen. So gewann sie bei den Nordischen Skispielen der OPA 2018 in Planica erneut Gold im Gundersen Einzel und belegte auch in der Gesamtwertung des Alpencups den ersten Rang. Zum Saisonabschluss wurde sie im Continental Cup in Nischni Tagil Zweite hinter Stefanija Nadymowa und erreichte in der Gesamtwertung einen starken dritten Rang.
Etablierung in der Weltspitze – Vom ersten Grand-Prix-Podest zum Junioren-Weltmeistertitel 2020

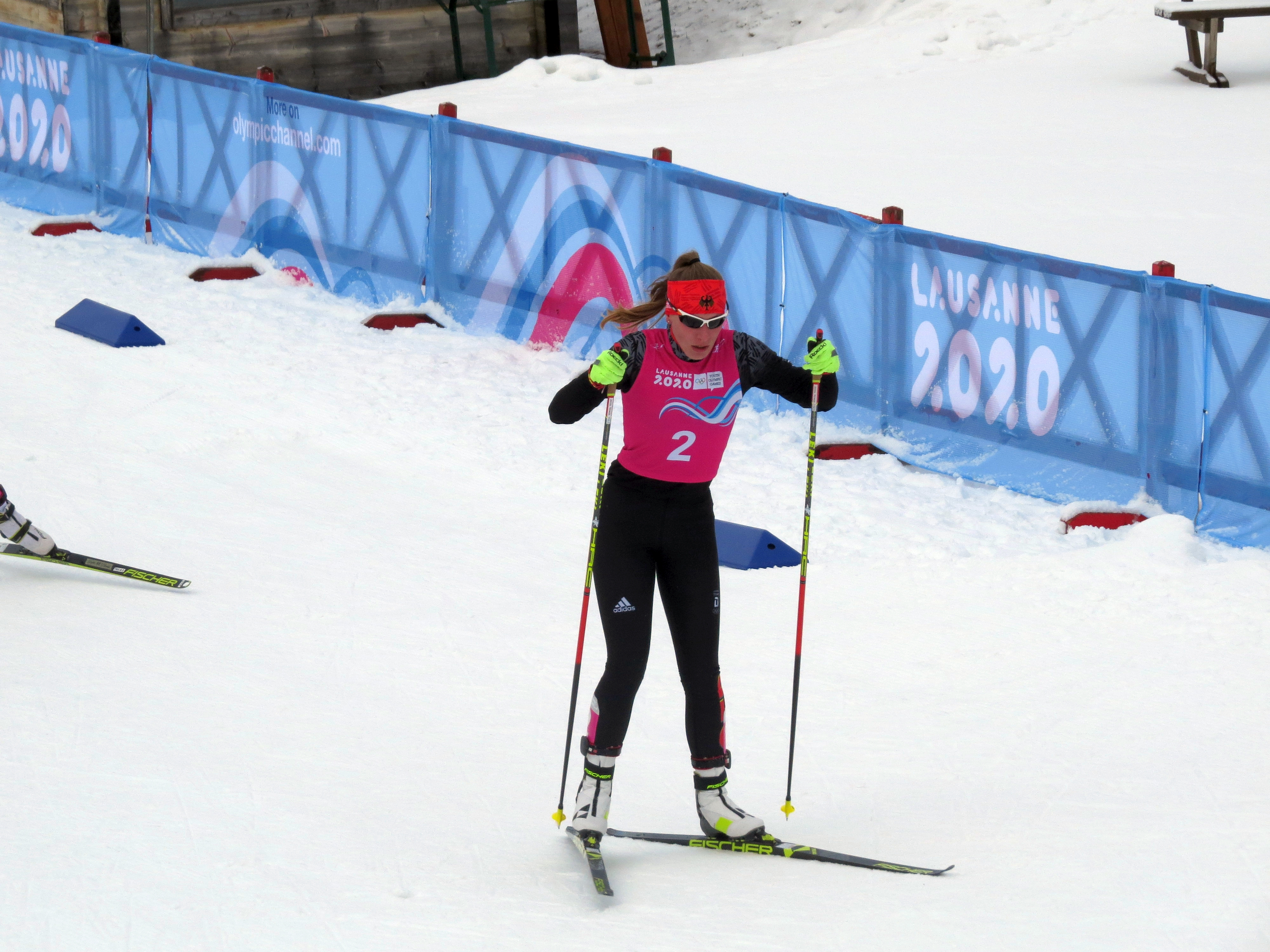
Nowak bei den Jugend-Winterspielen 2020

Nowak wollte sich auch 2018 noch alle Optionen offen halten und startete weiterhin sowohl in der Nordischen Kombination als auch im Skispringen. Im Gegensatz zum Skispringen konnte Nowak bei den Kombiniererinnen bereits in der Weltspitze mithalten und beim ersten Grand Prix 2018 in Oberwiesenthal hinter Stefanija Nadymowa und Tara Geraghty-Moats direkt den dritten Rang belegen. Auch zum Winterauftakt in Steamboat Springs im Continental Cup stellte sie mit zwei zweiten Rängen ihr Talent unter Beweis. Mit einer großen Erwartungshaltung ging sie dabei bei den Nordischen Junioren-Skiweltmeisterschaften 2019 in Lahti an den Start, wo sie im Gundersen Einzel grippegeschwächt als Neunte den Medaillenrängen fern blieb. Diese erreichte sie im Skispringen gemeinsam mit Josephin Laue, Selina Freitag und Agnes Reisch beim Teamspringen, als man sich lediglich dem russischen Team geschlagen geben musste und Silber gewann. In der Continental-Cup-Gesamtwertung belegte Nowak erneut den dritten Rang. Im Sommer 2019 stellte sich Nowak erneut im Grand Prix der Konkurrenz, wo sie mit drei dritten Plätzen erneut überzeugen konnte. Nachdem sie zum Winterauftakt in Park City dreimal unter die besten Fünf laufen konnte, zeigte sie im Continental Cup 2019/20 vergleichsweise durchwachsenen Leistungen. Dennoch gewann sie im Januar hinter Lisa Hirner und Ayane Miyazaki die Bronzemedaille bei den Olympischen Jugend-Winterspielen in Prémanon. Ihr Fokus lag allerdings auf den Nordischen Junioren-Skiweltmeisterschaften im März 2020 im sächsischen Oberwiesenthal. Dabei gewann sie mit einem Vorsprung von 45 Sekunden auf Favoritin Gyda Westvold Hansen den Junioren-Weltmeistertitel, was ihr bis dato größter Erfolg war. Nach dem Wettkampf erhielt Nowak, die bei der Heim-WM zudem auch als Botschafterin fungierte, vor allem aufgrund der gezeigten mentalen Stärke Lob vom mehrfachen Olympiasieger Eric Frenzel. Zwei Tage später gewann Nowak zusammen mit Christian Frank, Maria Gerboth und David Mach Silber im Mixed-Team. Die Saison schloss sie auf dem elften Platz in der Continental-Cup-Gesamtwertung ab.
Als Deutsche Meisterin in die erste Weltcup- und WM-Saison

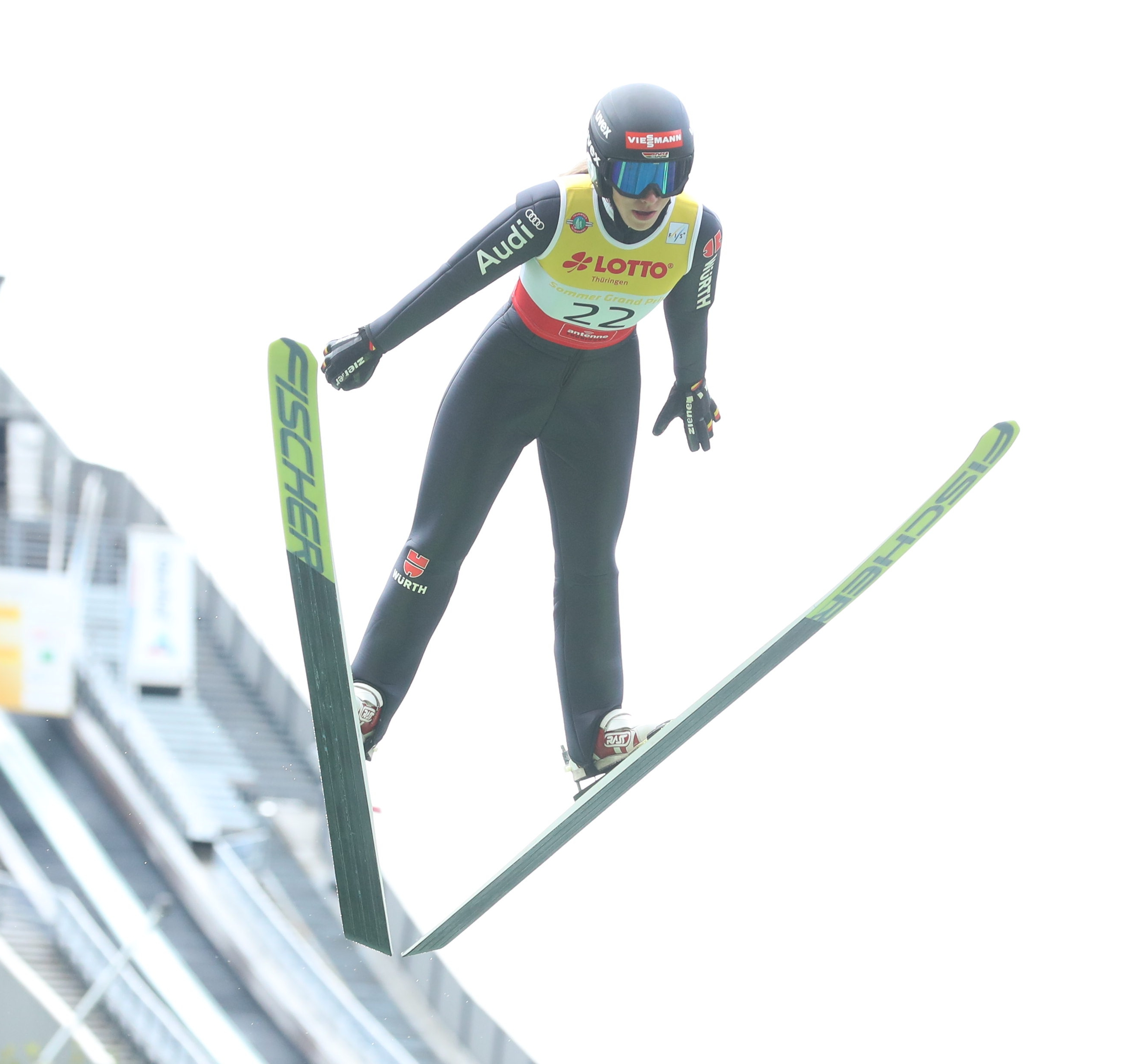
Nowak beim Sommer Grand Prix 2021 in Oberhof

Nachdem aufgrund der COVID-19-Pandemie kaum internationale Wettkämpfe stattfanden, startete Nowak, die im ersten DSV-Kader für Nordische Kombiniererinnen in die Lehrgangsgruppe 1a nominiert wurde, am 17. Oktober mit ihrem zehnten Alpencup-Sieg in die Saison. Bei den deutschen Meisterschaften in der Nordischen Kombination 2020 gewann Nowak den Meistertitel vor Emilia Görlich und Svenja Würth und wurde so die erste Deutsche Meisterin der Geschichte: „Es ist schön, die Erste zu ein, die etwas gewonnen hat. Das ist etwas ganz Besonderes“, so die Sächsin. Am 18. Dezember 2020 nahm Nowak am historisch ersten Weltcup-Wettbewerb in Ramsau am Dachstein teil und belegte den 13. Platz. Aufgrund von Absagen der weiteren Weltcup-Wettbewerbe blieb es bei diesem Wettkampf, womit Nowak auch den dreizehnten Rang in der Weltcupgesamtwertung einnahm. Im weiteren Saisonverlauf nahm Nowak daher an Wettbewerben der unterklassigen Wettkampfserien teil. Am Continental-Cup-Wochenende in Eisenerz belegte sie die Ränge 17 und 25, was bis dato ihre jeweils schlechtesten Karriereplatzierungen im Continental Cup darstellten. Bei den Nordischen Junioren-Skiweltmeisterschaften 2021 in Lahti kam sie als Titelverteidigerin auf den zwölften Rang, ehe sie gemeinsam mit Christian Frank, Maria Gerboth und Tristan Sommerfeldt Vierte im Mixed-Team wurde. Im Vorfeld der Nordischen Skiweltmeisterschaften 2021 kam Nowak daher zu einer kritischen Bewertung der Saison: „Die Saison ist leider noch nicht so verlaufen, wie ich es mir erhofft hatte. Aber ich mache im Springen langsam wieder Fortschritte. Das Laufen geht leider noch nicht ganz so gut. Aber ich freue mich, bei der WM starten zu dürfen. Mein Ziel ist es, die Zeit dort zu genießen und neue Erfahrungen zu sammeln.“ Schließlich lag Nowak nach dem Sprunglauf beim historisch ersten WM-Wettkampf der Frauen nach der Gundersen-Methode auf dem 17. Platz. Im Langlauf konnte sie sich nicht verbessern, sodass sie schließlich als drittbeste Deutsche Rang 18 belegte.
Am 7. Januar 2022 war Nowak im Val di Fiemme gemeinsam mit Jakob Lange, Cindy Haasch und Terence Weber Teil der deutschen Mixed-Staffel, die beim historisch ersten Mixed-Team-Wettbewerb im Weltcup den dritten Rang erreichte.

## Erfolge

### Grand-Prix-Siege im Team
| Nr. | Datum           | Ort            | Disziplin    |
| --- | --------------- | -------------- | ------------ |
| 1.  | 27. August 2022 | Oberwiesenthal | Mixed-Team 1 |

### Alpencup-Siege im Einzel
| Nr. | Datum              | Ort           | Disziplin (Sportart)         |
| --- | ------------------ | ------------- | ---------------------------- |
| 01. | 11. August 2017    | Bischofsgrün  | Gundersen Mittelschanze (NK) |
| 02. | 16. Dezember 2017  | Seefeld       | Mittelschanze (SP)           |
| 03. | 16. Dezember 2017  | Seefeld       | Gundersen Mittelschanze (NK) |
| 04. | 17. Dezember 2017  | Seefeld       | Gundersen Mittelschanze (NK) |
| 05. | 13. Januar 2018    | Schonach      | Gundersen Normalschanze (NK) |
| 06. | 14. Januar 2018    | Schonach      | Gundersen Normalschanze (NK) |
| 07. | 18. Februar 2018   | Baiersbronn   | Gundersen Normalschanze (NK) |
| 08. | 6. Oktober 2018    | Val di Fiemme | Gundersen Normalschanze (NK) |
| 09. | 5. August 2019     | Klingenthal   | Mittelschanze (SP)           |
| 10. | 17. Oktober 2020   | Klingenthal   | Gundersen Mittelschanze (NK) |
| 11. | 25. September 2021 | Tschagguns    | Gundersen Normalschanze (NK) |
| 12. | 26. September 2021 | Tschagguns    | Gundersen Normalschanze (NK) |
| 13. | 19. Dezember 2021  | Seefeld       | Gundersen Normalschanze (NK) |

## Statistik

### Platzierungen bei Weltmeisterschaften
| Jahr und Ort    | Wettbewerb | Wettbewerb  | Wettbewerb |
| Jahr und Ort    | Gundersen  | Massenstart | Mixed-Team |
| --------------- | ---------- | ----------- | ---------- |
| 2021 Oberstdorf | 18.        | —           | —          |
| 2023 Planica    | 11.        | —           | 02.        |
| 2025 Trondheim  | 05.        | 05.         | 02.        |

### Weltcup-Platzierungen
| Saison  | Platz | Punkte |
| ------- | ----- | ------ |
| 2020/21 | 13.   | 020    |
| 2021/22 | 09.   | 227    |
| 2022/23 | 08.   | 325    |
| 2023/24 | 07.   | 749    |

### Grand-Prix-Platzierungen
| Saison | Platz | Punkte |
| ------ | ----- | ------ |
| 2018   | 03.   | 120    |
| 2019   | 03.   | 230    |
| 2021   | 10.   | 162    |
| 2022   | 04.   | 220    |
| 2023   | 04.   | 250    |
| 2024   | 01.   | 360    |

### Continental-Cup-Platzierungen
Nordische Kombination
| Saison  | Platz | Punkte |
| ------- | ----- | ------ |
| 2017/18 | 03.   | 250    |
| 2018/19 | 03.   | 560    |
| 2019/20 | 11.   | 194    |
| 2020/21 | 26.   | 056    |
| 2021/22 | 14.   | 064    |
| 2023/24 | 29.   | 100    |

Skispringen
| Saison  | Sommer | Sommer | Winter | Winter | Gesamt | Gesamt |
| Saison  | Platz  | Punkte | Platz  | Punkte | Platz  | Punkte |
| ------- | ------ | ------ | ------ | ------ | ------ | ------ |
| 2018/19 | 20.    | 19     | –      | –      | 58.    | 19     |

### Platzierungen bei Deutschen Meisterschaften
| 2020 Oberstdorf   | 01. | —   |
| 2021 Oberhof      | 01. | —   |
| 2022 Hinterzarten | 02. | 02. |
| 2023 Klingenthal  | 02. | 01. |
| 2024 Oberhof      | 01. | 02. |

## Auszeichnungen
- Eliteschülerin des Jahres 2017 am Skigymnasium Klingenthal[10]
- Preis der Skisport Stiftung Sachsen 2018[11]
- DSV-Juniorsportlerin des Jahres 2020[12]
- Goldener Ski des DSV[12]